# Schloss Dornhof

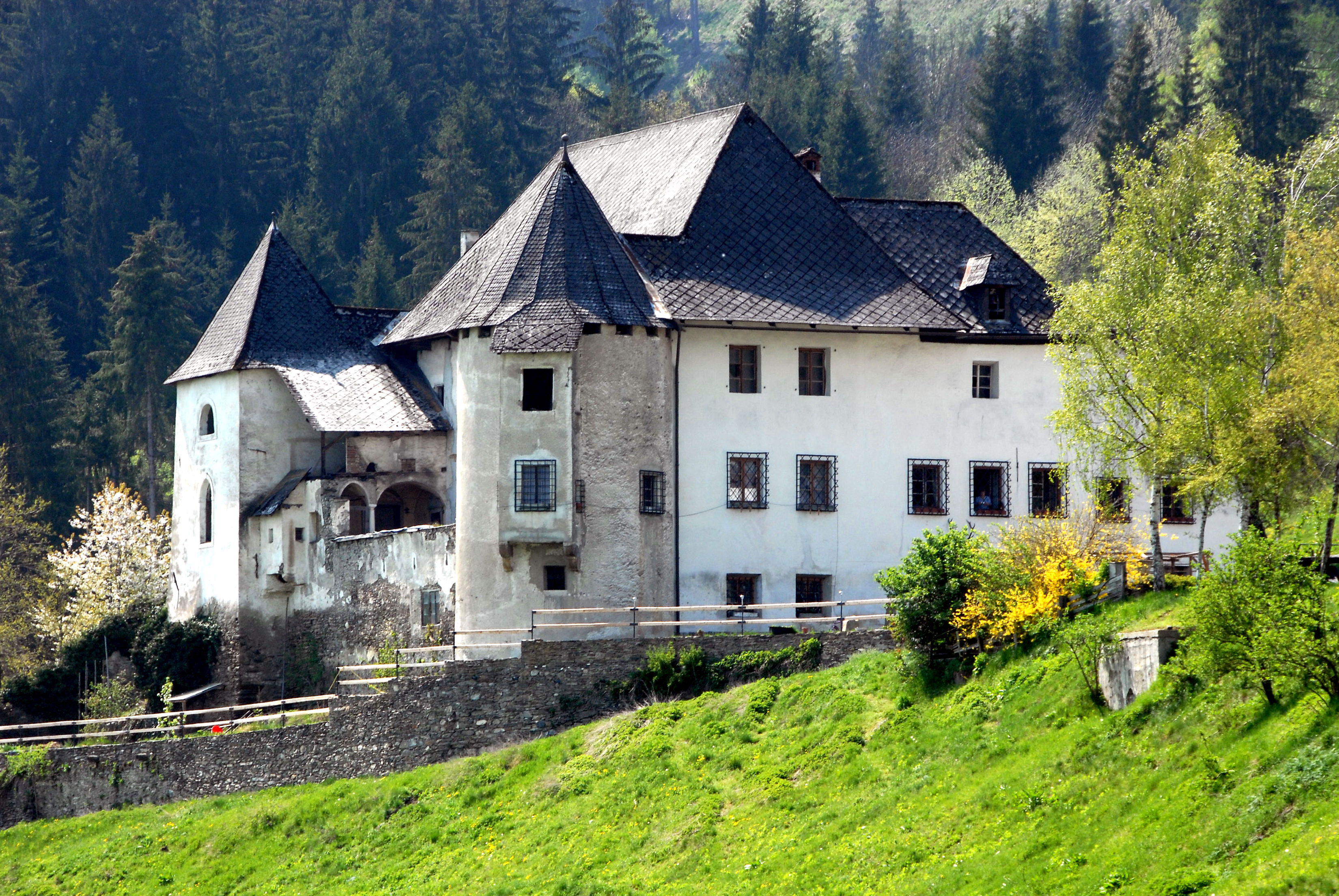
Schloss Dornhof (2007)

Schloss Dornhof ist ein Schloss in der Gemeinde Frauenstein in Kärnten. Das denkmalgeschützte Bauwerk wurde im 15. Jahrhundert errichtet.

## Geschichte
In der Nähe des Standortes des heutigen Schlosses Dornhof bestand eine Burg, die heute Altdornhof genannt wird. Sie wurde 1162 erstmals urkundlich erwähnt und muss eine ansehnliche Anlage gewesen sein. Von ihr sind aber in etwa einem Kilometer Entfernung nur noch wenige Mauerreste vorhanden.
Der heutige massive und burgartige Bau wurde ursprünglich im späten 15. Jahrhundert errichtet. In der zweiten Hälfte des 16. Jahrhunderts wurden an dem Bauwerk einige Erneuerungen und Veränderungen vorgenommen, für das Jahr 1560 wurde als „Erbauer“ des Schlosses ein Martin (oder Daniel) von Staudach genannt, der dem in Kärnten weit verbreiteten Adelsgeschlecht der Staudacher angehörte, dessen Wurzeln sich bis ins 13. Jahrhundert zurückverfolgen lassen. Nach heutigem Forschungsstand wird allerdings vermutet, dass der Dornhof bereits im späten 15. Jahrhundert in einfacher Form angelegt und in der zweiten Hälfte des 16. Jahrhunderts zum Teil erneuert und vergrößert wurde. 1589 wurde das Anwesen von dem Gewerken-Bruderpaar Georg und Ehrenreich Megerl (Mägerl) erworben, die mit der Übernahme in den Adelsstand erhoben wurden und von 1607 an das Prädikat „von und zu Dornhof“ erhielten. Im späten 18. Jahrhundert war das Schloss vorübergehend im Besitz der Stadt St. Veit. 1797 wurde es versteigert und wechselte in der Folge häufig den Besitzer. Seit 1888 gehört Schloss Dornhof der bäuerlichen Familie Kampl beginnend mit Eduard Kampl.

## Baubeschreibung
Das Anwesen befindet sich einige hundert Meter westlich von der Ortschaft Dornhof entfernt auf einer Terrasse am Osthang des Lorenziberges. Schloss Dornhof besaß ursprünglich vier Ecktürme, von denen lediglich die beiden talseitigen erhalten geblieben sind. Der Eingang des Anwesens befindet sich bergseitig. Die beiden verbliebenen Türme sind mit einem Gang miteinander verbunden. Im südseitigen, runden Turm befindet sich die Schlosskapelle Unserer Lieben Frau, die unter Baron von Söll im Jahr 1732 erbaut, von 1851 an im neugotischen Stil grundlegend erneuert und schließlich 1859 neu geweiht wurde. Das lebensgroße Kruzifix stammt aus der ersten Hälfte des 18. Jahrhunderts. Der Nordturm mit rechteckigem Grundriss trägt einen über zwei Geschoße reichenden Kragstein-Erker.